# 小野寺玲
小野寺 玲（おのでら れい、1995年9月3日 - ）は、神奈川県横浜市生まれで栃木県鹿沼市出身の自転車プロロードレース選手である。雑誌のインタビューでは、映画『トップガン』や戦闘機、カヌレが好きと語った。

## 人物概要
横浜の交通の便がいい場所で生まれ育ったため、自転車は習い事や友達の家へ行く時の移動手段程度で、小学生の頃は、自転車で走ることよりも技を好み、広い場所での両手離しから始まり、後輪をロックさせてドリフトの真似、ウイリーやジャックナイフなども楽しんだ。当時は肥満体型で、水泳のオリンピアンも一度は夢見たが、結果も出せずに挫折。その直後に栃木へ転居した。
栃木に来ると交通環境が一変した。家から最寄り駅まで徒歩30分、電車やバスの本数も少ない。そんな環境なので、自転車にもよく乗るようになった。転校先の小学校の友達とは、放課後は決まって自転車で集合し、公園で鬼ごっこなどをして、横浜にいた頃よりも外で遊ぶ機会が増えていた。
中学校では友達に誘われてソフトテニス部に入部し、それなりに部活動をしたが、大会は1回戦敗退という結果に。この頃に同じ部に所属し、同じく楽しさを見出せずにいた人と出会う。バイクや車好きという共通点からすぐに親しくなり、部活中も学校でも一緒にいる時間は多く、放課後は二人でマウンテンバイクで、将来バイクに乗るための練習だと言って日が暮れるまで駆けずり回っていた。
中学2年生の時、宇都宮で開催のジャパンカップを初めて観に行った。翌年、中古のロードバイクを購入し、中学3年生からホビーレースに出るようになった。レースを走っていくうちに、これが自分が夢中になれるスポーツだと思うようになった。高校進学の際に「自転車選手になる」と夢を決め、自転車競技部のある作新学院高等学校へと進学する。一緒に自転車で駆け回った友人とは高校は別々になった。
那須ブラーゼン時代は合宿所生活、宇都宮ブリッツェン所属になって2018年7月までは実家暮らしをしていた。中学生の弟に実家の個室を明け渡すために、2018年8月より一時期宇都宮市内で一人暮らしをした。
2020年6月25日、鹿沼市より「かぬまふるさと大使」の委嘱を受けた。
広島へ移籍
衰えてレースで勝てなくなるよりは、最高潮の時に現役を引退しようと、特にプロ10年目である2023年シーズン中に引退も真剣に考えていたが、ヴィクトワール広島の中山卓士監督より熱烈な勧誘を受け、それだけ期待されているのでは、やめてしまうのはもったいないと広島移籍を決断した。「今までは引っ張られる側だったが、ヴィクトワール広島の選手みんなを引っ張っていく覚悟を持っていけたらなと思う」。2月のレース結果で獲得ポイントにより赤いリーダージャージを着用しての3月の地元栃木でのレース出場であったが、23日の真岡芳賀ロードレースは8位でゴールし獲得ポイントで敗れジャージ維持できずに終わった。
再び宇都宮へ
2024年シーズン当初は競輪選手転向を考えていて入所試験にも挑む予定であったが9月に調子を崩し検査の結果、難病の再生不良性貧血と判明。治療開始のため10月のジャパンカップなどのシーズン終盤のレース欠場決定とともに競輪試験も辞退。前後して契約更新で双方合意していたヴィクトワール広島から契約更新はしないと通告。ヴィクトワール広島との契約満了後に栃木に戻ることにして今後の進路についてブリッツェンの廣瀬佳正と相談の結果、ブリッツェンとしても選手として獲得予定はなかったが、病気療養中かつ、かつてのチームの立役者でもある小野寺を放っておけなかったと、2025年は選手として契約した。

### オノデライダーポーズ
2016年シーズンから、表彰台に立った時に奇抜なポーズをするようになった。これは、レースを終えて23歳未満のポイントリーダーに贈られる「ピュアホワイトジャージ」を守れたこともあって気持ちよくなってやりはじめたが、予想以上の反響で、次のポーズを期待するようなコメントも寄せられたので、最後までやり続けなければと思った。
アジア選手権U23 TT優勝記念として、ブリッツェンオフィシャルグッズでポーズをデザインしたTシャツが発売された。2017年シーズン以降では、ゴールスプリントを制し優勝した直後もポーズをとるようになり、ゴールスプリント時のオノデライダーポーズをイメージした優勝記念Ｔシャツが期間限定販売された。
中学生の時に実家で遊んでいてポーズをとったのを友達が「オノデライダー」と言ったのが由来。

## 来歴
2013年
- トラックレースメインの作新学院高等学校自転車競技部を自主退部、その後個人で実業団に登録[14]。
- 夏に臨時トライアウトを経て、ブラウ・ブリッツェンに所属。
- 8月 みやだクリテリウム Yクラス 2位[12]

2014年
- 那須ブラーゼンに加入。
- 作新学院高等学校卒業

2016年
- 宇都宮ブリッツェンに移籍[4]。
- 6月12日 JPT第7戦 JBCF奈良クリテリウム 優勝[15][12]
- 6月24日 第20回全日本選手権個人タイム・トライアルU23 3位[16][12]
- 6月25日 第20回全日本選手権個人ロード・レース大会U23 5位[17]
- 8月20日～28日 ツール・ド・ラヴニール 日本代表 総合80位[18][12]
- 10月22日 ジャパンカップ・クリテリウム 6位[12]
- JPT年間個人総合15位、JPTアンダー23個人総合1位[12]

2017年
- 2月27日 アジア選手権ロードレース U23個人タイムトライアル 優勝[12]
- 6月10日 JPT第5戦 JBCF那須塩原クリテリウム 3位[19][4]
- 6月11日 JPT第6戦 JBCF那須ロードレース 3位[19][4]
- 6月23日 第21回全日本自転車選手権個人タイム・トライアル・ロード・レース大会 - 男子エリート 3位[19][4]
- 7月23日 JPT第11戦 第9回JBCFみやだクリテリウム 2位[4]
- 7月29日 JPT第12戦 第1回JBCF 大田原クリテリウム 優勝[20][4]
- 8月1日から9月25日まで海外遠征しツール・ド・ラヴニールなどに出場[4]。
- 8月21日 ツール・ド・ラヴニール 第4ステージにて転倒して頭を強打し、痛みが続くのでリタイア。大会救急隊と協議しチームの車でゴール地点まで移動してから病院に搬送されたが、CTの結果異常なしとのことで入院はせずチームの宿泊先へ移動した[21]。
- 9月3日～6日 ブエルタ・ア・カンタブリア 総合54位[22]
- 9月8日～11日 ヴォルタ・シクリスタ・バレンシア 総合48位[23]
- 9月18日 2017年世界選手権U23個人タイムトライアル 43位[24]
- 10月14日 JPT第20戦 おおいたいこいの道クリテリウム 優勝[25]
- 10月21日 ジャパンカップ・クリテリウム出場 終盤の落車に巻き込まれリタイア[26]
- 10月22日 ジャパンカップサイクルロードレース アシストに徹し途中リタイア[27]

2018年
- 1月10日 日本ナショナルチームの2018ロードSHARJAH TOUR（UAE）派遣選手団に選手として選出された[28]。
- 2月8日 アジア選手権ロードレース 男子エリートチームタイムトライアル 日本代表チーム 優勝[29]
- 4月2日 前年のアジア選手権U23個人タイムトライアル優勝を賞し宇都宮市長特別賞を受賞[30]
- 5月12日 JPT第7戦 第5回JBCF宇都宮クリテリウム 優勝[31]
- 7月21日 JPT第14戦 第2回JBCF大田原クリテリウム 優勝（大会2連覇）[32]

2019年
- 5月12日 第6回 JBCF 宇都宮クリテリウム 優勝（大会2連覇）[33]

2020年
- 8月8日 第7回 JBCF 宇都宮クリテリウム 優勝（大会3連覇）[34]

2021年
- JCL 年間スプリント賞

2022年
- JCL 年間個人総合優勝[35]

2023年
- 10月8日 今シーズンをもって2016年シーズンから8シーズン所属した宇都宮ブリッツェンからの退団を公表[35]
- 10月12日 新型コロナウィルス感染が判明し、13日と14日開催のジャパンカップサイクルロードレースは欠場[36]

2024年
- ヴィクトワール広島に移籍。
- 2月24日 第2回JBCF 鹿屋・肝付ロードレース 2位[37]
- 2月25日 第2回JBCF 志布志クリテリウム 5位[38] 獲得ポイント数でリーダージャージ獲得
- 3月23日 2024真岡芳賀ロードレース 8位[39] 獲得ポイント数でリーダージャージを失う
- 3月24日 2024宇都宮清原クリテリウム 7位[40]。
- 4月27日 西日本ロードクラシックDAY1 落車し鎖骨と肋骨を骨折[41]
- 10月16日 今シーズン末でヴィクトワール広島退団を公表。

2025年
- 宇都宮ブリッツェンに移籍

## メディア出演
- とちぎテレビ『Ride ON！』隔週月曜日19:00 - 19:30、廣瀬佳正の後任として2019年4月よりレギュラー出演
- コミュニティFMミヤラジ『ミヤラジレジェンド』 毎月第三水曜日19:00 - 19:55 ブリッツェンのコーナーで2019年2月より2023年12月までホスト役で出演